# Age of Youth
Hello, my twenties! (en hangul: 청춘시대; hanja: 靑春時代; RR: Cheongchoonsidae
En febrero de 2017 se anunció que la serie tendría una segunda temporada, la cual fue titulada Age of Youth 2, y fue estrenada el 25 de agosto del mismo año.

## Sinopsis
La serie sigue las historias de cinco estudiantes universitarias con personalidades muy diferentes, que comparten una casa compartida llamada "Belle Epoque".

### Primera temporada
Yoon Jin-myung, Song Ji-won, Kang Yi-na, Jung Ye-eun y Yoo Eun-jae, son cinco amigas que se encuentran en sus veintitantos años y que viven juntas en "Belle Epoque" que significa un tiempo hermoso. Cada joven tiene una personalidad, antecedentes y problemas particulares, además todas creen que en la casa vive un fantasma, pero cada una la ve de manera diferente.
A medida que las jóvenes crean un vínculo y se vuelven más cercanas, buscan consuelo y simpatizan con el dolor que enfrentan en su juventud, mientras comparten sus luchas, incidentes, relaciones, trabajos, amistades, esperanzas y sueños.

### Segunda temporada
Un año después, aunque la mayoría del grupo de amigas sigue viviendo en la casa "Belle Epoque", Yi-na se ha mudado de la casa. 
Dentro del grupo: Yoon Jin-myung, ha logrado conseguir un trabajo después de regresar de China; Jung Ye-eun decide regresar a la universidad después de tomarse un año fuera de ella debido al trauma que le provocó su abusivo exnovio; Song Ji-won todavía está tratando de conseguir un novio, mientras que Yoo Eun-jae está sufriendo luego de terminar con su primer amor e intenta superar su primera ruptura.
Un día, una nueva compañera llega a Belle Epoque: es Jo Eun, una estudiante que ocupa el cuarto que previamente era ocupado por Yi-na. El primer día que Jo Eun llega a la casa encuentra una carta llena de maldiciones sobre una de las chicas que vive en Belle Époque.

## Reparto

### Personajes principales[8]
| Actor                              | Personaje      | N.º de episodios | Notas |
| ---------------------------------- | -------------- | ---------------- | --- |
| Han Ye-ri Kim Si-eun               | Yoon Jin-myung | 26               | Es una trabajadora estudiante de último año de negocios (administración de empresas) de 28 años de edad, cuya familia no posee mucho dinero, por lo que siempre está ocupada estudiando y trabajando para poder mantenerlos. |
| Park Eun-bin Jo Min-ah Cho Seo-yun | Song Ji-won    | 26               | Es una peculiar y aventurera licenciada en periodismo (ciencias de la comunicación) de 22 años, con una personalidad brillante y alegre. Ji-won está obsesionada con conseguir un novio. |
| Ryu Hwa-young                      | Kang Yi-na     | 16               | Es una joven que no le gusta la.univarsidad pero trabaja como Scort de lujo, tiene diferentes novios hasta que sucede algo que la hace cambiar por completo y empieza a estudiar diseño de moda. |
| Han Seung-yeon                     | Jung Ye-eun    | 26               | Es una estudiante de 22 años con especialización en artes culinarias (nutrición) que ama profundamente a su novio Ko Doo-young, a quien le dedica mucho de su tiempo, sin embargo en privado Ye-eun sufre de violencia en el noviazgo. Ye-eun es clara acerca de lo que le gusta y lo que no. Más tarde cuando conoce al encantador y tranquilo Kwon Ho-chang, este la ayuda a sanar las heridas que le dejó Doo-young y a reencontrarse nuevamente con el amor. |
| Park Hye-su Ji Woo Lee Na-yoon     | Yoo Eun-jae    | 12 14 -          | Es una estudiante de psicología de 20 años que viene del campo. Eun-jae es una joven tímida e introvertida, a quien al principio le cuesta adaptarse a la vida en la casa compartida. |
| Choi Ara                           | Jo Eun         | 14               | Es una nueva estudiante que se une al grupo de amigas en la casa compartida después de la partida de Yi-na. |

### Personajes secundarios
| Actor           | Personaje                  | Temporadas (N.º de episodios) | Temporadas (N.º de episodios) | Notas |
| Actor           | Personaje                  | 1                             | 2                             | Notas |
| --------------- | -------------------------- | ----------------------------- | ----------------------------- | --- |
| Yoon Park       | Park Jae-won               | -                             | 11, 14                        | Es el chef de un restaurante italiano y el interés romántico de Yoon Jin-myung. |
| Ji Il-joo       | Ko Doo-young               | -                             | 8                             | Es el exnovio de Jung Ye-eun con quien estuvo por dos años. |
| Shin Hyun-soo   | Yoon Jong-yeol             | -                             | -                             | Es el novio de Yoo Eun-jae, sin embargo más tarde terminan. |
| Son Seung-won   | Im Sung-min                | -                             | -                             | Es un editor de periódicos escolares y el amigo de Song Ji-won. Es un joven malhumorado pero cariñoso a quien le gusta molestar a Ji-won, de quien está enamorado. |
| Choi Deok-moon  | Oh Jong-gyu                | -                             |                               | Es un hombre misterioso en la vida de Kang Yi-na, quien actúa como su confidente. |
| Yoon Jong-hoon  | Seo Dong-joo               | -                             | -                             | Es el amigo de Kang Yi-na. |
| Kim Min-Seok    | Seo Jang-hoon              |                               | -                             | Es el delegado de la casa compartida y sobrino de la propietaria de "Belle Epoque". Es el interés romántico de Jo Eun. |
| Lee You-jin     | Kwon Ho-chang              |                               | -                             | Es el interés romántico de Jung Ye-eun, un estudiante de ingeniería que no sabe nada sobre las citas. Debido a que muestra algunas tendencias autistas, fue acosado durante su juventud. Cuando conoce a Ye-eun ambos se ayudan a sanar, crecer y disfrutar del amor. |
| Ahn Woo-yeon    | Lee Jin-kwang ("Heimdall") |                               | -                             | Es un miembro del grupo idol "Asgard", quien después de haber debutado hace cinco años, aún no alcanza el estrellato. Cuando conoce a Yoon Jin-myung se hace amigo de ella.                                                                                           |
| Song Ji-ho      | Park Jae-won               | -                             |                               | Es un joven enamorado de Kang Yi-na, a quien empieza a acosar. |
| Ha Eun-seol     | Han Yoo-kyung              | -                             | -                             | Es la amiga de Jung Ye-eun. |
| Choi Bae-young  | Song Kyung-ah              | -                             | -                             | Es la amiga de Jung Ye-eun. |
| Yoon Yong-joon  | Shin Yool-bin              | 4-5, 12                       | -                             | Es el amigo de Yoon Jong-yeol y compañero de clases de Yoo Eun-jae, de quien estuvo enamorada. |
| Kwon Soo-hyun   | Hwang Woo-seob             |                               | -                             | Es el amigo de Yoon Jong-yeol y compañero de clases de Yoo Eun-jae. |
| Lee Gyeong-shim | Ahn Jung-hee               | -                             | -                             | Es la madre de Yoo Eun-jae. |
| Kim Ho-jung     | -                          |                               | -                             | Es la madre de Jo Eun. |
| Kim Hak-sun     | -                          |                               | -                             | Es el padre de Jo Eun. |
| Lee Kan-hee     | -                          |                               | -                             | Es la madre de Jung Ye-eun. |
| Hong Seo-joon   | -                          |                               | -                             | Es el padre de Jung Ye-eun. |
| Shin Se-hwi     | An Ye-ji                   |                               | -                             | Es la amiga de Jo Eun. |
| Kim Jung-young  | -                          |                               | -                             | Es la madre de Song Ji-won. |
| Nam Moon-chul   | -                          | -                             | -                             | Es el padre de Song Ji-won. |
| Kim Hyo-jin     | -                          | -                             |                               | Es la madre de Yoon Jin-myung. |
| Kim Yong-hee    | -                          | -                             |                               | Es el dentista de Kang Yi-na y su tercer amante. |
| Han Jung-woo    | -                          | -                             |                               | Es el segundo amante de Kang Yi-na. |
| Min Sung-wook   | -                          | -                             |                               | Es el gerente del restaurante y jefe de Yoon Jin-myung. |
| Song Jae-ryong  | Mr. Jo                     |                               | -                             | Es el jefe de Yoon Jin-myung. |
| Seo Eun-woo     | Hong Ja-eun                |                               | -                             | Es la compañera de trabajo de Yoon Jin-myung. |
| Yoon Jin-sol    | Jo Hyun-hee                | -                             |                               | Es una mesera del restaurante. |
| Tak Woo-suk     | -                          | -                             |                               | |
| Kim Kyung-nam   | -                          | -                             |                               | |
| Kim Chang-hwan  | -                          | 9, 11-12                      |                               | Es un empleado de la compañía de seguros. |
| Go Min-si       | Oh Ha-na                   |                               | -                             | Es una compañera de Song Ji-won y por quien se siente atraída. |
| Yeo Moo-young   | Han Kwan-young             |                               | -                             | Es el antiguo maestro de arte de Song Ji-won, quien abusó de Moon Hyo-jin cuando era pequeña. |
| Gong Sang-ah    | -                          |                               | -                             | Es la hija de Han Kwan-young, quien aunque al principio defiendo a su padre de las acusaciones de Song Ji-won, finalmente le revela que igual ella había sido abusada por él.                                                                                         |
| Kwon Eun-soo    | Kim Han So-yeong           | -                             | -                             | Es la júnior de Yoon Jong-yeol y compañera de clases de Yoo Eun-jae. |
| Park Sang-hoon  | -                          | -                             |                               | Es el hermano mayor de Yoo Eun-jae a los 11 años. |

### Otros personajes
| Actor            | Personaje      | Temporadas (Episodio(s) donde apareció) | Temporadas (Episodio(s) donde apareció) | Notas                                                            |
| Actor            | Personaje      | 1                                       | 2                                       | Notas                                                            |
| ---------------- | -------------- | --------------------------------------- | --------------------------------------- | ---------------------------------------------------------------- |
| Jung Yoo-min     | -              | 1                                       |                                         | Es una estudiante de baile y una ex inquilina en "Belle Epoque". |
| Lee Chae-kyung   | -              | -                                       |                                         | Es una profesora del departamento de alimentación y nutrición.   |
| Dong Hyun-bae    | -              | -                                       |                                         | Es el conserje de la cocina.                                     |
| Jo Mi-nyeo       | -              | -                                       |                                         | Es una estudiante que tiene el bolígrafo de Yoo Eun-jae.         |
| Joey Albright    | Samuel Johnson | 5                                       |                                         | Es un invitado a la fiesta.                                      |
| Cha Bo-sung      | -              | -                                       |                                         | Es un joven en la cita a ciegas.                                 |
| Jang Tae-min     | -              | -                                       | -                                       |                                                                  |
| Lee Jae-eun      | -              | -                                       |                                         |                                                                  |
| Rina             | -              | -                                       |                                         |                                                                  |
| Lee Jin-mok      | -              | -                                       |                                         |                                                                  |
| Han Tae-il       | -              | -                                       |                                         | Es un invitado de Kang Yi-na.                                    |
| Hong Hee-won     | -              | -                                       |                                         |                                                                  |
| Jung Myung-joon  | -              | -                                       |                                         |                                                                  |
| Choi Gyo-shik    | -              | -                                       |                                         |                                                                  |
| Hong Seung-beom  | -              | -                                       |                                         | Es un médico.                                                    |
| Moon Ki-young    | -              | -                                       |                                         |                                                                  |
| Kim Sun-bin      | -              | -                                       |                                         |                                                                  |
| Kwon Young-kyung | -              | -                                       |                                         |                                                                  |
| Yoo Joo-won      | -              | -                                       |                                         | Es un pequeño en bicicleta.                                      |
| Seol Chang-hee   | -              | -                                       |                                         |                                                                  |
| Ahn Soo-bin      | -              | -                                       |                                         |                                                                  |
| Lee Seon-joo     | -              | -                                       |                                         | Es la madre del novio.                                           |
| Jo Seung-yeon    | -              | -                                       |                                         | Es la madre del niño.                                            |
| Park Sang-nam    | -              | 3                                       |                                         | Es un joven mesero y barista de la cafetería.                    |
| Han Hee-jung     | -              |                                         | -                                       | Es la madre de Yoon Jong-yeol.                                   |
| Shin Yeon-suk    | -              | -                                       |                                         | Es la tía de Yoo Eun-jae.                                        |
| Yook Mi-ra       | -              |                                         | -                                       | Es la tía de Jung Ye-eun.                                        |
| Yoon Sa-bong     | -              |                                         | -                                       | Es la hermana de Kwon Ho-chang.                                  |
| Ok Joo-ri        | -              |                                         | 1                                       | Es una cajera en la autopista.                                   |
| Kim Kwang-shik   | -              |                                         | 1                                       | Es un asesino en serie.                                          |
| Jung Hyun-seok   | -              |                                         | -                                       | Es un profesor de psicología.                                    |
| Kwon Oh-jin      | -              |                                         | -                                       |                                                                  |
| Jang Hae-song    | -              |                                         | -                                       |                                                                  |
| Son Dong-hwa     | -              |                                         | -                                       |                                                                  |
| Park Ji-yun      | -              |                                         | 6                                       | Es una maestra de la escuela primaria Sangdeok.                  |
| Seo Ye-hwa       | -              |                                         | 10                                      | Es una recepcionista en "Su & Su ".                              |
| Shin Young-kyu   | -              |                                         | -                                       |                                                                  |
| Seo Eun-gyo      | Lee Yoon-jin   |                                         | -                                       |                                                                  |
| Ji Woong-bae     | -              |                                         | -                                       | Es un estudiante universitario.                                  |
| Kim Ye-ji        | -              |                                         | -                                       |                                                                  |
| Jung Young-joo   | -              |                                         | -                                       |                                                                  |
| Jung Jae-hoon    | -              |                                         | -                                       |                                                                  |
| Jang Joon-ho     | -              |                                         | -                                       |                                                                  |
| Na Do-yool       | -              |                                         | -                                       |                                                                  |
| Kim Soo-yeon     | -              |                                         | -                                       |                                                                  |
| Jung Yi-seo      | -              |                                         | -                                       |                                                                  |

### Apariciones especiales

#### Primera temporada
| Actor          | Personaje           | Episodio(s) donde apareció | Notas                                         |
| -------------- | ------------------- | -------------------------- | --------------------------------------------- |
| Jung Yoo-min   | Estudiante de danza | 1                          | [ 31 ]                                        |
| Moon Sook      | -                   | -                          | Es la casera de "Belle Epoque".               |
| Song Yuvin     | -                   | 3                          | Es la cita de Song Ji-won.                    |
| Park Kyung-hye | -                   | 4                          | Es una nueva candidata a compañera de cuarto. |

#### Segunda temporada
| Actor         | Personaje              | Episodio(s) donde apareció | Notas |
| ------------- | ---------------------- | -------------------------- | --- |
| Ryu Hwa-young | Kang Yi-na             | 1, 10, 14                  | Es una ex inquilina de "Belle Epoque" y amiga de Yoon Jin-myung, Song Ji-won, Jung Ye-eun y Yoo Eun-jae.                                                           |
| A.C.E.        | -                      | 4, 8                       | Son miembros del grupo idol "The Fifth Column". |
| Jung Woo-seok | Park Woo-seok ("Thor") | -                          | Es un miembro del grupo idol "Asgard". |
| Jo Jin-ho     | Choi Jin-ho ("Baldr")  | -                          | Es un miembro del grupo idol "Asgard". |
| Go Shin-won   | Kim Shin-won ("Ur")    | -                          | Es un miembro del grupo idol "Asgard". |
| Yeo One       | Shin Chang-goo ("Tyr") | -                          | Es un miembro del grupo idol "Asgard". |
| Adachi Yuto   | "Odin"                 | -                          | Es un miembro del grupo idol "Asgard". |
| Kino          | "Freyr"                | -                          | Es un miembro del grupo idol "Asgard". |
| Joo Boo-jin   | -                      | 6                          | Es una pariente de Moon Hyo-jin. |
| Ji Il-joo     | Ko Doo-young           | 8                          | |
| Z.Hera        | -                      | 10                         | |
| Yoon Kyung-ho | -                      | 10-13                      | Es el exnovio de Moon Hyo-jin. |
| Yoon Park     | Park Jae-won           | 11, 14                     | Es un chef y el novio de Yoon Jin-myung. |
| Jo Byung-gyu  | Jo Chung-han           | 14                         | Es un compañero del trabajo de Song Ji-won que sale en una cita a ciegas con Yoo Eun-jae, de quien está interesado.                                                |
| Choi Yu-hwa   | Moon Hyo-jin           | 12, 14                     | Es una antigua amiga de la infancia de Song Ji-won, que más tarde se quita la vida debido al abuso sexual que sufrió a manos de Han Kwan-young cuando era pequeña. |
| Lee Ji-ha     | -                      | 1, 14                      | En el primer episodio interpretó a una conductora. Mientras que en el episodio catorce dio vida a la madre de Kwon Ho-chang.                                       |

## Episodios
La serie estuvo conformada por dos temporadas y emitió veinticuatro episodios.
- La primera temporada estuvo conformada por doce episodios, los cuales fueron transmitidos todos los viernes y sábados a las 20:30 (KST) del 22 de julio de 2016 hasta el 27 de agosto del 2016.[34]
- La segunda temporada estuvo conformada por catorce episodio, los cuales fueron emitidos todos los viernes y sábados a las 23:00 (KST) del 25 de agosto de 2017 al 7 de octubre del mismo año. Originalmente la temporada tendría doce episodios, sin embargo debido a la buena respuesta del público se agregaron 2 episodios a los doce planeados inicialmente, para un total de catorce.[35][36][37][38]

### Ratings
Los números en color rojo indican las calificaciones más bajas, mientras que los números en azul indican las calificaciones más altas.

### Primera temporada
| Episodio | Título                                                                        | Fecha de emisión     | Participación promedio de audiencia | Participación promedio de audiencia |
| Episodio | Título                                                                        | Fecha de emisión     | AGB Nielsen                         | TNmS                                |
| Episodio | Título                                                                        | Fecha de emisión     | Nacional                            | Nacional                            |
| -------- | ----------------------------------------------------------------------------- | -------------------- | ----------------------------------- | ----------------------------------- |
| 1        | Fear of Takeoff #Slipper                                                      | 22 de julio de 2016  | 1.310%                              | 0.9%                                |
| 2        | "Is This Underwear Yours? #LiesandNoMakeupFaces                               | 23 de julio de 2016  | 0.473%                              | 1.0%                                |
| 3        | "I've Never Once Loved Myself #RottenRoots                                    | 29 de julio de 2016  | 0.911%                              | 1.4%                                |
| 4        | My Dream is to Be an Office Worker #ProofofPoverty                            | 30 de julio de 2016  | 0.807%                              | 0.9%                                |
| 5        | The Reason For Loving Someone, The Reason For Not Loving Someone #MenandWomen | 5 de agosto de 2016  | 0.788%                              | 1.5%                                |
| 6        | "In Retrospect, It Was Foreshadowing #StartingPoint                           | 6 de agosto de 2016  | 1.279%                              | 1.6%                                |
| 7        | I'm Someone Who Shouldn't Be Happy #SleepParalysis                            | 12 de agosto de 2016 | 1.361%                              | 1.5%                                |
| 8        | Hope, That Damn Hope #SuspiciousMan                                           | 13 de agosto de 2016 | 1.373%                              | 1.6%                                |
| 9        | If You Stay in Your Place, You Won't Get Lost #Shoes                          | 19 de agosto de 2016 | 1.752%                              | 2.8%                                |
| 10       | We Believe Because We Want to Believe #Lie                                    | 20 de agosto de 2016 | 1.265%                              | 1.4%                                |
| 11       | If You Watch Closely, Everyone Has Special Circumstances #Earrings            | 26 de agosto de 2016 | 2.508%                              | 2.5%                                |
| 12       | Even So, Life Goes On #Aftermath                                              | 27 de agosto de 2016 | 2.122%                              | 2.2%                                |
| Promedio | Promedio                                                                      | Promedio             | 1.329%                              | 1.6%                                |

### Segunda temporada
| Episodio | Título                                | Fecha de emisión         | Participación promedio de audiencia | Participación promedio de audiencia | Participación promedio de audiencia |
| Episodio | Título                                | Fecha de emisión         | AGB Nielsen                         | AGB Nielsen                         | TNmS                                |
| Episodio | Título                                | Fecha de emisión         | Nacional                            | Seúl                                | Nacional                            |
| -------- | ------------------------------------- | ------------------------ | ----------------------------------- | ----------------------------------- | ----------------------------------- |
| 1        | Angry Over Small Things #TheWorldofUs | 25 de agosto de 2017     | 2.228%                              | 1.995%                              | 2.5%                                |
| 2        | Coward #TheStranger                   | 26 de agosto de 2017     | 2.405%                              | 2.341%                              | 2.9%                                |
| 3        | Decide to Hate #CrimeandPunishment    | 1 de septiembre de 2017  | 1.657%                              | N/A                                 | 1.7%                                |
| 4        | To Survive #TheSelfishGene            | 2 de septiembre de 2017  | 2.431%                              | 2.256%                              | 3.1%                                |
| 5        | Wavering Heart #FirstLove             | 8 de septiembre de 2017  | 2.248%                              | N/A                                 | 2.8%                                |
| 6        | I'm a Miracle #InSearchofLostTime     | 9 de septiembre de 2017  | 2.817%                              | 2.658%                              | 3.2%                                |
| 7        | Center of the World #TheScarletLetter | 15 de septiembre de 2017 | 2.839%                              | 2.825%                              | 3.1%                                |
| 8        | Self-Dishonesty #Confessions          | 16 de septiembre de 2017 | 3.099%                              | 3.092%                              | 3.0%                                |
| 9        | Wounds #ParadiseLost                  | 22 de septiembre de 2017 | 2.772%                              | 2.674%                              | 2.7%                                |
| 10       | Might Be Me #TheSenseofanEnding       | 23 de septiembre de 2017 | 3.145%                              | 3.029%                              | 4.0%                                |
| 11       | Betraying Oneself #Disgrace           | 29 de septiembre de 2017 | 3.657%                              | 3.494%                              | 3.6%                                |
| 12       | Affirming Oneself #StandbyMe          | 30 de septiembre de 2017 | 4.069%                              | 3.725%                              | 4.2%                                |
| 13       | Seeing Oneself #AllthePrettyHorses    | 6 de octubre de 2017     | 3.040%                              | 2.893%                              | 2.8%                                |
| 14       | Their Mirrors #SoLongSeeYouTomorrow   | 7 de octubre de 2017     | 3.252%                              | 2.960%                              | 4.1%                                |
| Promedio | Promedio                              | Promedio                 | 2.836%                              | 2.829%                              | 3.1%                                |

## Música
El OST de la serie está conformado por las siguientes canciones:
| N.º | Intérpretes       | Canción                    | Duración |
| --- | ----------------- | -------------------------- | -------- |
| 1   | Maximilian Hecker | "The Whereabouts Of Love"  | 5:00     |
| 2   | Jordan Klassen    | "On Your Collarbone"       | 4:19     |
| 3   | David Choi        | "Enjoy The View"           | 3:31     |
| 4   | Clara C           | "Offbeat"                  | 3:12     |
| 5   | Mayu Wakisaka     | "24 hours"                 | 3:51     |
| 6   | The Tellers       | "Toodoo"                   | 3:39     |
| 7   | Hector Guerra     | "What Up?"                 | 3:36     |
| 8   | Sidney York       | "Dick & Jane"              | 2:18     |
| 9   | Maximilian Hecker | "Mirage Of Bliss (part I)" | 3:39     |

## Premios y nominaciones
| Año  | Categoría                         | Premio                   | Nominado(a)    | Resultado |
| ---- | --------------------------------- | ------------------------ | -------------- | --------- |
| 2017 | Most Popular Actress (Television) | 53rd Baeksang Arts Award | Park Hye-su    | Nominada  |
| 2017 | New Wave Award                    | 2nd Asia Artist Award    | Shin Hyun-soo  | Ganó      |
| 2016 | Rising Star Award                 | 1st Asia Artist Award    | Park Hye-su    | Ganó      |
| 2016 | Rising Star Award                 | 1st Asia Artist Award    | Shin Hyun-soo  | Ganó      |
| 2016 | 9th Korea Drama Award             | Hallyu Star Award        | Han Seung-yeon | Ganó      |

## Producción
La serie también es conocida como Hello, My Twenties! y/o Youth Generation.
La dirección estuvo a cargo de Lee Tae-gon y Kim Sang-ho (김상호), quienes contaron con el apoyo de la guionista Park Yeon-seon (박연선). La producción fue realizada por Park Jae-sam, Park Jun-seo y Choi Jae-suk, quienes tuvieron la ayuda de la producción ejecutiva de Ham Young-hoon, Choi Hyuk-jin y Park Joon-seo.
Por otro lado la cinematografía fue realizada por Jeon Hyun-seok y Hong Il-seop, mientras que la edición estuvo en manos de Park So-young y Bae Hee-kyung.
La segunda temporada comenzó sus filmaciones en junio de 2017 y finalizaron el 28 de septiembre del mismo año.
La primera lectura de guion de la segunda temporada fue realizada el 7 de junio de 2017. Mientras que la conferencia de prensa fue realizada el 22 de agosto del mismo año.
La serie contó con el apoyo de las compañías de producción Drama House, Celltrion Entertainment (durante la primera temporada) y Take 2 Media Group (durante la segunda temporada).

### Cambios
Durante la primera temporada la actriz Park Hye-su interpretó a Yoo Eun-jae, sin embargo debido a problemas de agenda con el rodaje de una película, no pudo participar en la segunda temporada, por lo que la actriz Ji Woo la reemplazó como Eun-jae.
Debido a la controversia que envolvió a la actriz Ryu Hwa-young quien dio vida a Kang Yi-na durante la primera temporada, se anunció que el equipo de producción había decidido sacarla, sin embargo posteriormente se anunció que la razón por la que Hwa-young no regresaría como personaje principal era debido a que la historia de su personaje ya había concluido, por lo que sólo realizaría una aparición especial durante la segunda temporada.
Originalmente el cantante y actor Onew había sido elegido para interpretar a Kwon Ho-chang durante la segunda temporada, sin embargo debido a la controversia que lo envolvió al ser acusado de agresión sexual, decidió retirarse del drama, por lo que el actor Lee You-jin lo reemplazó como Ho-chang. Más tarde el caso en contra de Onew fue desestimado.

### Recepción
Según los datos publicados por Good Data Corporation, JTBC obtuvo el primer lugar para los programas de televisión más comentados en la categoría de drama.